# كيموبيتسو
كيموبيتسو (باليابانية: 喜茂別町) هي بلدية في اليابان، وبلدة في اليابان، تقع في Shiribeshi Subprefecture ‏، بلغ عدد سكانها 2,241 نسمة وذلك حسب إحصائيات سنة 2018.

## المناخ
يظهر الجدول التالي التغييرات المناخية على مدار السنة لكيموبيتسو:
| البيانات المناخية لـكيموبيتسو             | البيانات المناخية لـكيموبيتسو | البيانات المناخية لـكيموبيتسو | البيانات المناخية لـكيموبيتسو | البيانات المناخية لـكيموبيتسو | البيانات المناخية لـكيموبيتسو | البيانات المناخية لـكيموبيتسو | البيانات المناخية لـكيموبيتسو | البيانات المناخية لـكيموبيتسو | البيانات المناخية لـكيموبيتسو | البيانات المناخية لـكيموبيتسو | البيانات المناخية لـكيموبيتسو | البيانات المناخية لـكيموبيتسو | البيانات المناخية لـكيموبيتسو |
| الشهر                                     | يناير                         | فبراير                        | مارس                          | أبريل                         | مايو                          | يونيو                         | يوليو                         | أغسطس                         | سبتمبر                        | أكتوبر                        | نوفمبر                        | ديسمبر                        | المعدل السنوي                 |
| ----------------------------------------- | ----------------------------- | ----------------------------- | ----------------------------- | ----------------------------- | ----------------------------- | ----------------------------- | ----------------------------- | ----------------------------- | ----------------------------- | ----------------------------- | ----------------------------- | ----------------------------- | ----------------------------- |
| الدرجة القصوى °م (°ف)                     | 7.1 (44.8)                    | 11.0 (51.8)                   | 13.1 (55.6)                   | 23.8 (74.8)                   | 28.6 (83.5)                   | 33.3 (91.9)                   | 33.0 (91.4)                   | 33.4 (92.1)                   | 31.0 (87.8)                   | 23.5 (74.3)                   | 18.3 (64.9)                   | 11.3 (52.3)                   | 33.4 (92.1)                   |
| متوسط درجة الحرارة الكبرى °م (°ف)         | −2.7 (27.1)                   | −2.0 (28.4)                   | 1.8 (35.2)                    | 8.8 (47.8)                    | 15.9 (60.6)                   | 20.5 (68.9)                   | 23.7 (74.7)                   | 25.1 (77.2)                   | 20.6 (69.1)                   | 14.0 (57.2)                   | 6.1 (43.0)                    | −0.4 (31.3)                   | 11.0 (51.8)                   |
| المتوسط اليومي °م (°ف)                    | −7.4 (18.7)                   | −7 (19)                       | −2.8 (27.0)                   | 3.5 (38.3)                    | 9.7 (49.5)                    | 14.6 (58.3)                   | 18.6 (65.5)                   | 19.8 (67.6)                   | 14.7 (58.5)                   | 8.0 (46.4)                    | 1.4 (34.5)                    | −4.6 (23.7)                   | 5.7 (42.3)                    |
| متوسط درجة الحرارة الصغرى °م (°ف)         | −14.2 (6.4)                   | −14.2 (6.4)                   | −9.4 (15.1)                   | −2.2 (28.0)                   | 3.3 (37.9)                    | 8.9 (48.0)                    | 14.0 (57.2)                   | 14.9 (58.8)                   | 8.8 (47.8)                    | 2.0 (35.6)                    | −3.3 (26.1)                   | −10.1 (13.8)                  | −0.1 (31.8)                   |
| أدنى درجة حرارة °م (°ف)                   | −30.9 (−23.6)                 | −31.9 (−25.4)                 | −25.7 (−14.3)                 | −18.5 (−1.3)                  | −4.0 (24.8)                   | −1.6 (29.1)                   | 2.4 (36.3)                    | 4.9 (40.8)                    | −1.1 (30.0)                   | −7.3 (18.9)                   | −20.6 (−5.1)                  | −27.3 (−17.1)                 | −31.9 (−25.4)                 |
| الهطول مم (إنش)                           | 90.1 (3.55)                   | 69.1 (2.72)                   | 65.8 (2.59)                   | 64.5 (2.54)                   | 80.3 (3.16)                   | 49.5 (1.95)                   | 101.4 (3.99)                  | 149.6 (5.89)                  | 138.8 (5.46)                  | 114.4 (4.50)                  | 121.1 (4.77)                  | 104.4 (4.11)                  | 1٬149٫5 (45.26)               |
| متوسط تساقط الثلوج سم (إنش)               | 273 (107)                     | 223 (88)                      | 168 (66)                      | 51 (20)                       | 1 (0.4)                       | 0 (0)                         | 0 (0)                         | 0 (0)                         | 0 (0)                         | 4 (1.6)                       | 106 (42)                      | 275 (108)                     | 1٬102 (434)                   |
| المصدر #1: وكالة الأرصاد الجوية اليابانية |                               |                               |                               |                               |                               |                               |                               |                               |                               |                               |                               |                               |                               |
| المصدر #2: وكالة الأرصاد الجوية اليابانية |                               |                               |                               |                               |                               |                               |                               |                               |                               |                               |                               |                               |                               |

## توأمة
لكيموبيتسو اتفاقيات توأمة مع:
- سانوكي (24 ديسمبر 1970 - )